# Sikorsky AH-60L Arpía IV
El AH-60L Arpía IV, también denominado simplemente Arpía, es un helicóptero artillado desarrollado por la Fuerza Aérea Colombiana, con asesoramiento israelí a partir del UH-60L Black Hawk. Resultado de la necesidad de la Fuerza Aérea de Colombia de tener un helicóptero fuertemente armado como medio de disuasión frente a enemigos externos, el Arpía es esencialmente un UH-60L al que se le ha añadido más equipos y armamento tanto interna como externamente. Están siendo modernizados por la Fuerza Aérea de Colombia. Actualmente la Fuerza Aérea Colombiana cuenta con 15 aeronaves totalmente equipadas con este sistema de precisión en la entrega de misiles y bombas.

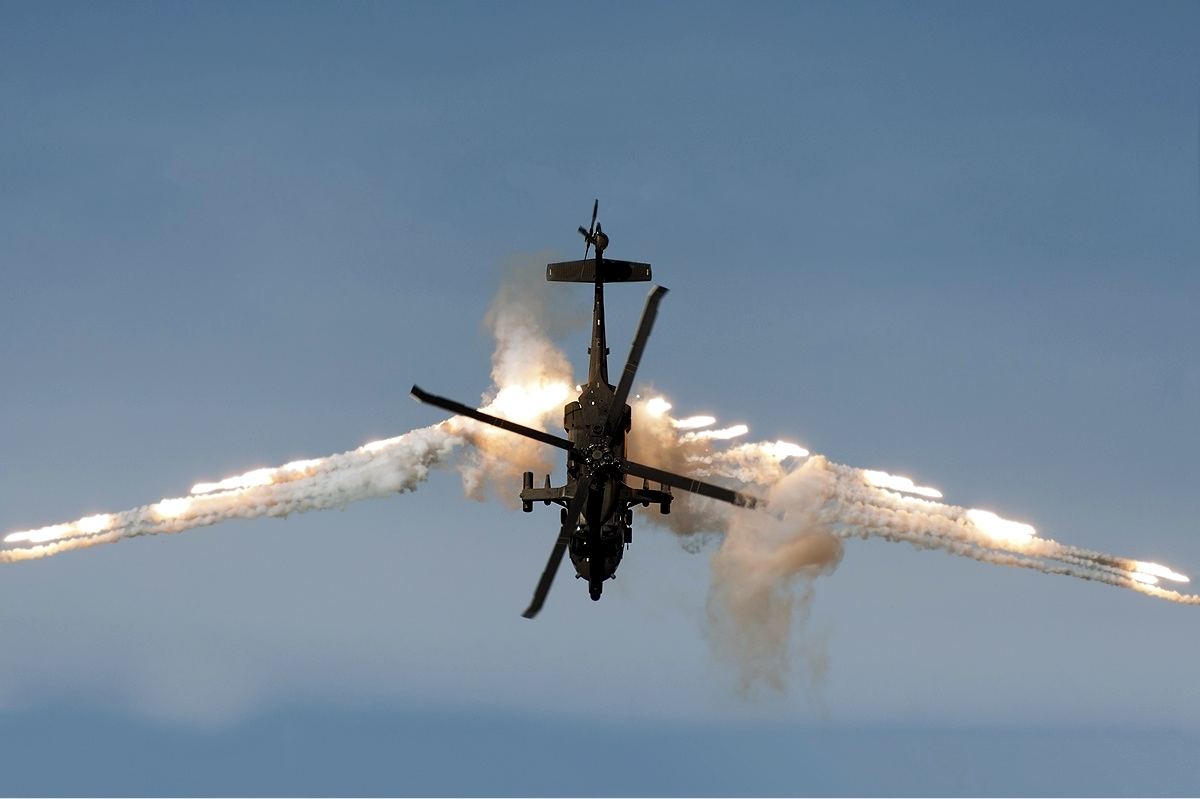

## Características del desarrollo

### Armamento

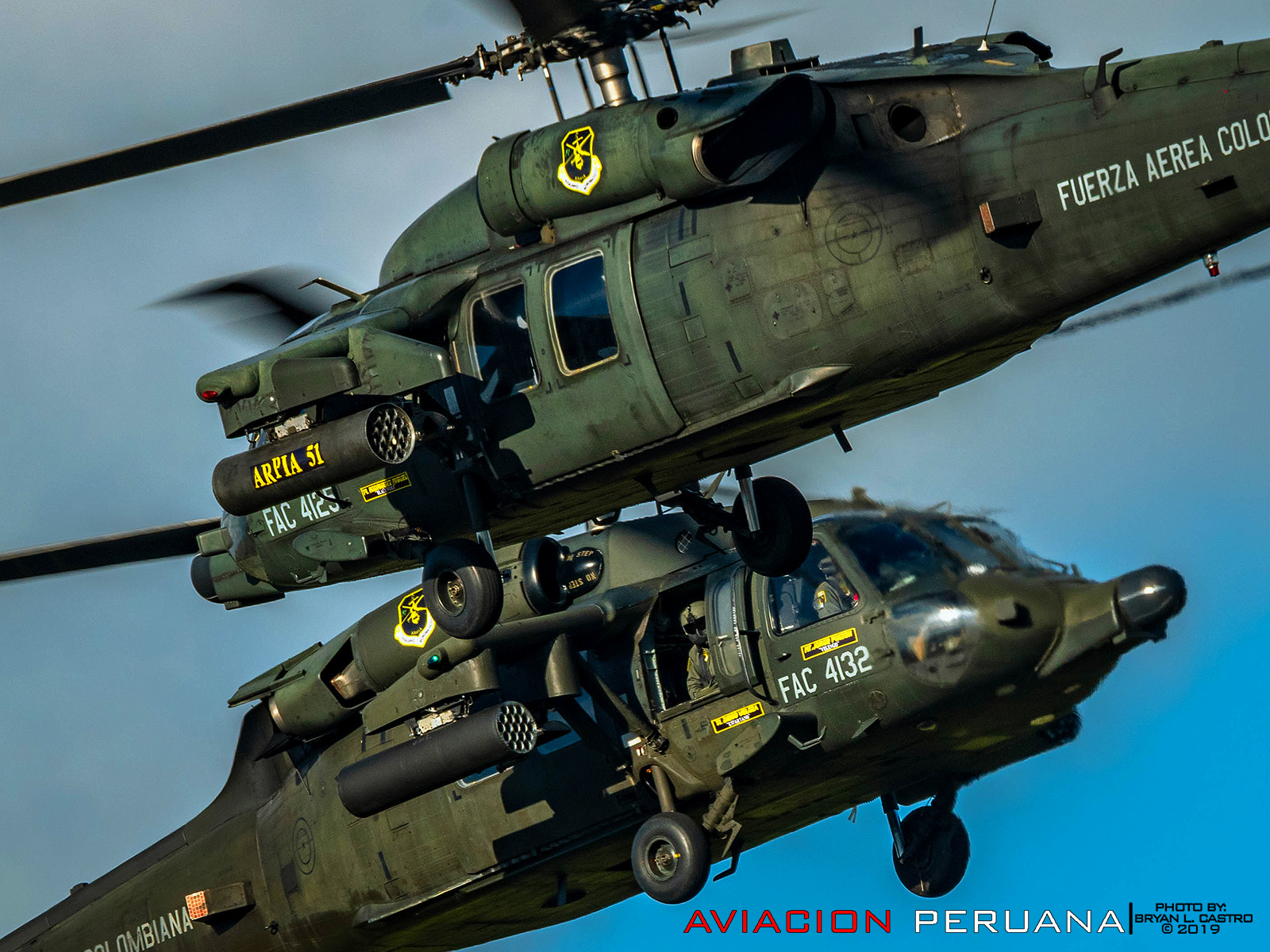

Según informan fuentes confiables,[¿quién?] hay importantes modificaciones en los sistemas de armas que llevarán los helicópteros artillados modernizados al estándar Arpía IV, está pensada teniendo en mente aumentar la precisión en la entrega de armas en operaciones contra los grupos guerrilleros y para fortalecer las capacidades disuasivas de la Fuerza Aérea Colombiana. Es por esto que se planea la instalación en los semiplanos de las aeronaves potentes cañones de 20 milímetros que reemplazarán las actuales ametralladoras multitubo GAU-19 calibre 0.50"; así mismo, se integrarán misiles antitanque de origen israelí Spike LR, ER Y NLOS fabricados por la empresa Rafael Systems. Estas nuevas armas, sumadas a los cohetes de 70mm le proporcionarán a las aeronaves una capacidad de fuego muy potente pudiendo destruir todo tipo de blindados en caso de una guerra.

### Electrónica
Además de estas mejoras en los sistemas ofensivos, la aviónica y los sistemas de misión también serán sustituidos por unos mucho más modernos y de mayor capacidad. Es así que está presupuestado el cambio de los sistemas electro-ópticos (EOP) e infrarrojos (FLIR) Toplite II por unos de nueva generación Toplite III. El casco de los pilotos, con mira y display integrados (HMD) MiDash actualmente utilizados, serán reemplazados por los novísimos ANVIS/HUD-24 de reciente desarrollo. Igualmente, los instrumentos analógicos presentes en la cabina de los Arpía III serán reemplazados por 4 pantallas multifusión (MFD) en color, en la nueva generación de los helicópteros de ataque Dentro de los nuevos sistemas que se integrarán en el AH-60L Arpía IV, destacan las miras y displays integrados en el casco ANVIS/HUD-24 LOS, los cuales le brindan a la tripulación una altísima precisión en la entrega de armas y la opción de usar armamento inteligente como lo son los misiles aire-tierra.y misiles aire-aire 

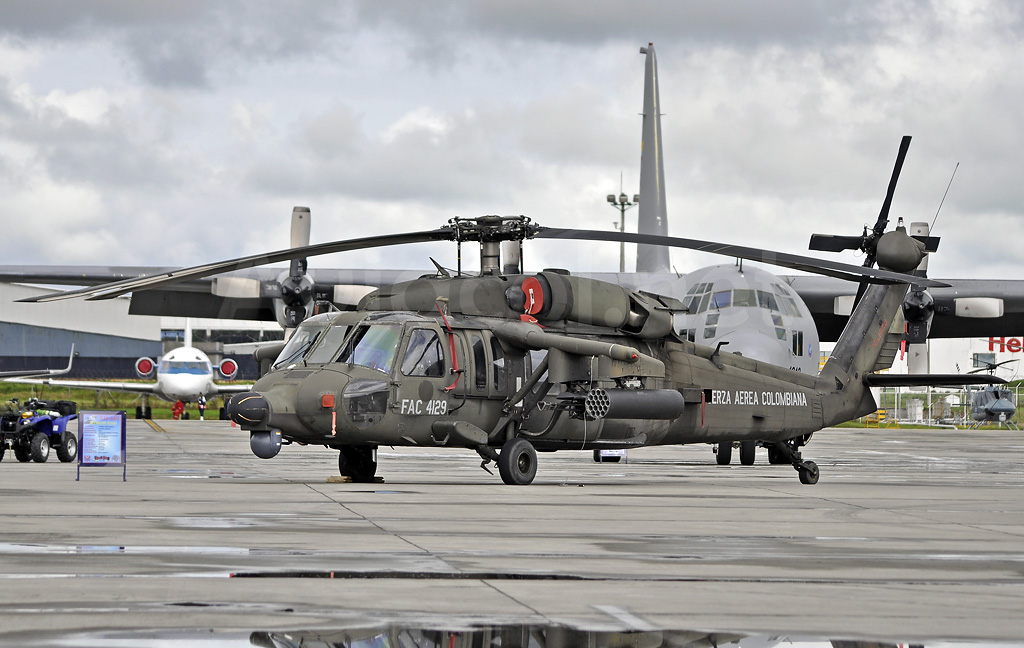

## Despliegue operativo
Debido a esta nueva modernización, el Arpía, además de ser utilizado como plataforma de transporte, puede ser usado como helicóptero artillado, ya sea en misiones antitanque o de ataque a infantería, mediante el uso de la familia Spike de misiles aire-tierra.

## Especificaciones

### Generales[1]
- Aeronave: AH-60L Arpía IV.
- Tipo: helicóptero artillado.
- Origen: UH-60L estadounidense.
- Fabricante: Fuerza Aérea Colombiana FAC y Sikorsky Aircraft
- Recibidos FAC: 15 aeronaves
- Tripulación: hasta 7; piloto, copiloto, técnico de vuelo, 5 artilleros.
- Motor: 2 General Electric T700-GE-701C, 1940 HP cada motor.
- Tolerancia balística: hasta proyectiles calibre 30 mm

### Dimensiones[1]
- Diámetro del rotor: 16,36 m (53 pies 8 pulgadas).
- Largo del fuselaje: 16,36 m (64 pies  10 pulgada).
- Altura total: 5,13 m (17 pies 10 pulgadas).
- Altura del fuselaje: 5,46 m (7 pies 9 pulgadas).
- Área discal rotor: 210,2 m² (2.262 pies²).
- Volumen de Cabina: 11,61 m³ (410 pies³).

### Peso[1]
- Vacío: 5.224 kg (11.516 lb).
- Máximo al despegue: 11.113 kg (24.500 lb).
- Carga interna: 2.640 kg (2.640 lb).
- Carga en eslinga: 3.629 kg (8.000 lb).

### Prestaciones[1]
- Velocidad máxima: 283 km/h a 4.000 pies; 294 km/h a 2.000 pies.
- Velocidad de crucero: 130 nudos.
- Autonomía: 2 h sin tanques externos, hasta 7,21 h con tanques externos.
- Alcance: 315 mn (363 millas; 584 km) con tanques externos de 460 galones (1.741 L) 880 mn (1.012 millas; 1.630 km) con tanques externos de 1.360 galones (5.148 l) 1.200 mn (1.380 millas; 2.220 km).
- Techo operacional: 5.837 m (19.150 pies).
- Límite de maniobras: 5 gravedades positivas; 1 gravedad negativa.

### Electrónica[1]
- Radar: navegación, meteorológico.
- Sistemas electro-ópticos (EOP) e infrarrojos (FLIR) Toplite II por unos de nueva generación Toplite III, así mismo el casco de los pilotos, con mira y display integrados (HMD) MiDash actualmente utilizados; serán reemplazados por los novísimos ANVIS/HUD-24.
- RWR: sí.
- Bengalas/señuelos: sí.
- Otros sistemas: GPS, equipos ECM, NVG.

### Armamento[1]
- Misil SPIKE NLOS 32/50km
- cañón 20 MM nexter GLX NC-621
- Misiles de crucero Delilah que supera los 200km
- misiles aire-aire python 3, python 4 o también siderwinder AIM-9
- ametralladoras multitubo GAU-19A calibre 0.50"
- Lanzacohetes: 2 x M-261 (27 cohetes cada lanzador).

### Desarrollos relacionados
- Sikorsky UH-60 Black Hawk
- Sikorsky SH-60 Seahawk
- Sikorsky HH-60 Jayhawk

### Aeronaves similares
- Mil Mi-24
- Sikorsky UH-60 Black Hawk
- Eurocopter EC 725 Super Cougar
- NHI NH90